# オランダ高速鉄道
オランダ高速鉄道（オランダ語：NS Hispeed）は、オランダ国内およびオランダ発着の高速鉄道を運行していた鉄道事業会社の呼称である。2007年12月に設立された。正式名称は高速鉄道連合株式会社（High Speed Alliance B.V. 略称HSA）であり、本社所在地はユトレヒトにおかれていた。
2001年にオランダ鉄道の一部門としてオランダ鉄道国際部門（NS Internationaal）が設立されたのが基となり、2007年にオランダ鉄道が90%、KLMオランダ航空が10%出資する形態でオランダ高速鉄道が設立された。
欧州の高速鉄道事業会社の連合体であるレールチーム（Railteam）の一員でもあった。
2014年6月以降、オランダ高速鉄道が運行していた列車は管轄がオランダ鉄道に戻り、他のいくつかの国際列車とともにNS Internationalの名で運行されている。

## 運行路線

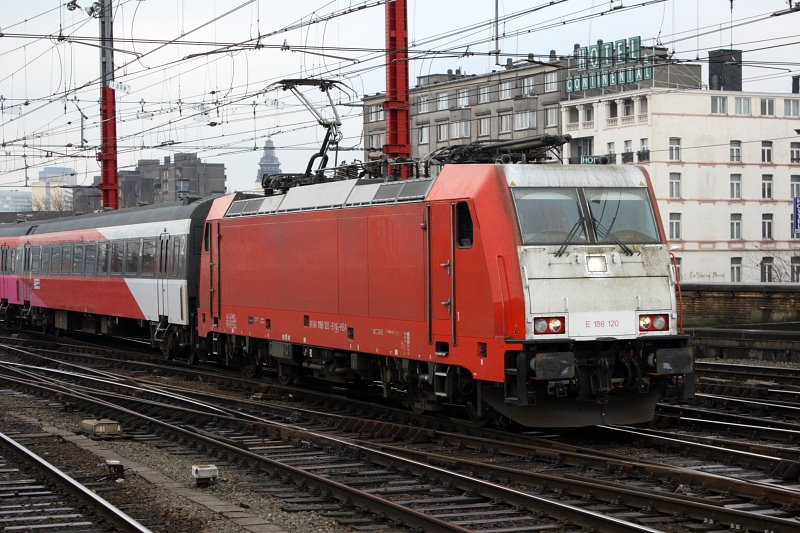
Intercity

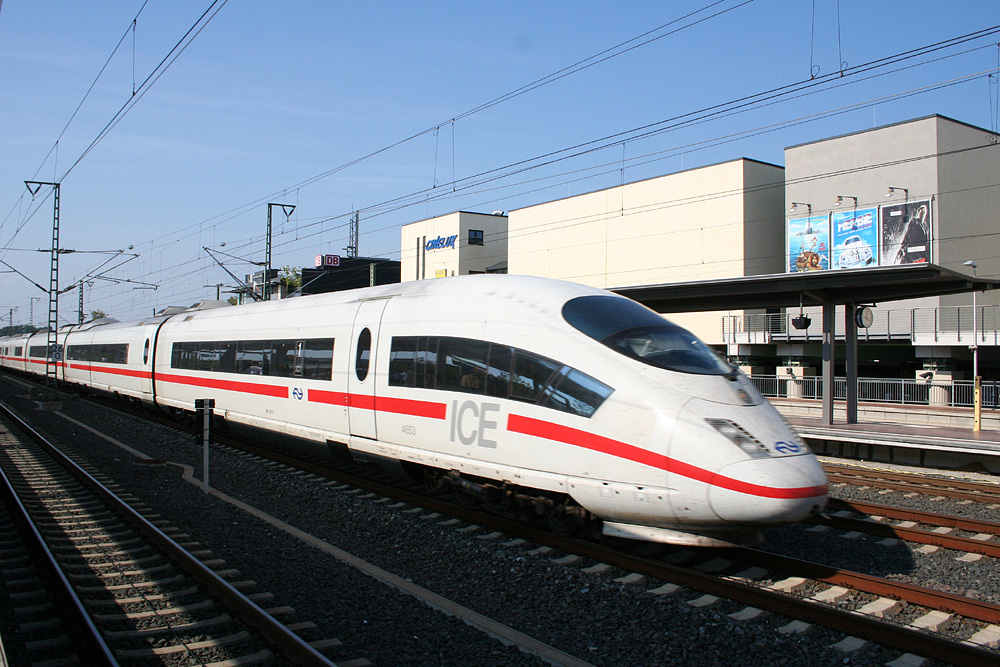
ICE international

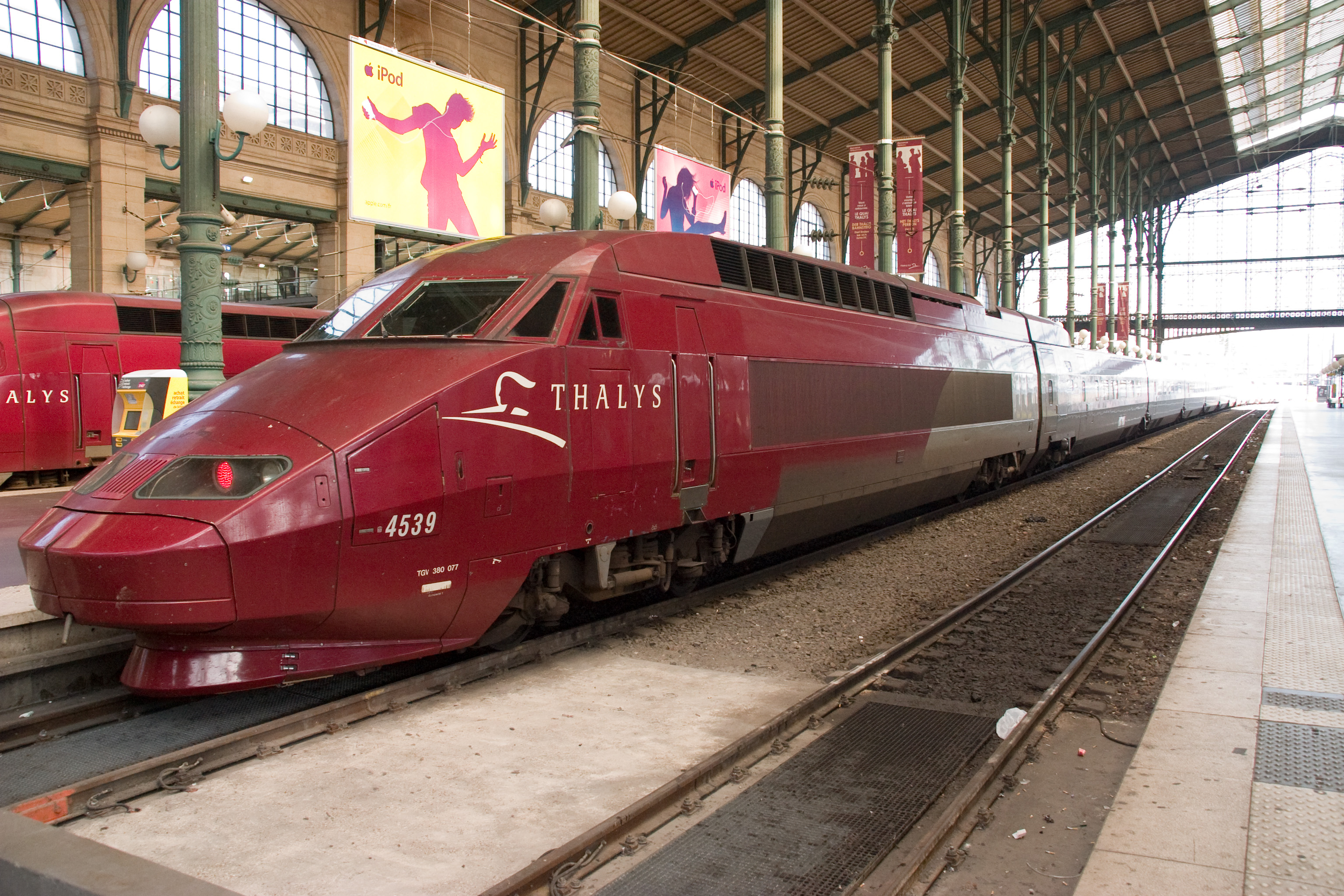
タリス（Thalys）

2007年現在、次の路線の運行を行っていた。
- Intercity （ベネルクストレイン）
停車駅
アムステルダム中央駅
スキポール空港駅
デン・ハーグHS駅
ロッテルダム中央駅
ドルトレヒト駅
ローゼンダール駅
アントウェルペン中央駅
メヘレン駅
ブリュッセル北駅
ブリュッセル中央駅
ブリュッセル南駅
1時間に1本運行、共同運行会社はベルギー国鉄（NMBS）

- ICE International
停車駅
アムステルダム中央駅
ユトレヒト中央駅
アーネム駅
オーバーハウゼン中央駅
デュースブルク中央駅
デュッセルドルフ中央駅
ケルン中央駅
ボン駅
フランクフルト空港遠距離駅
フランクフルト中央駅 （バーゼル行きの場合は、この駅には停車しない）
マンハイム中央駅
カールスルーエ中央駅
オッフェンブルク駅
フライブルク中央駅
バーゼル・バーデン駅
バーゼルSBB駅
2時間に1本程度運行、共同運行会社はドイツ鉄道（DB）

- タリス（Thalys）
停車駅
アムステルダム中央駅
スキポール駅
デン・ハーグHS駅
ロッテルダム中央駅
アントウェルペン中央駅
ブリュッセル南駅
パリ北駅
1日に6本程度運行、共同運行会社はベルギー国鉄（NMBS）、フランス国鉄（SNCF）